# Strong Enough (Sheryl Crow)
Strong Enough è una canzone di Sheryl Crow, contenuta nell'album d'esordio Tuesday Night Music Club del 1993. Si tratta del quarto singolo europeo estratto dall'LP, il terzo negli USA.

## Il singolo
Il brano Strong Enough venne immesso nel mercato discografico nel 1994, pochi mesi dopo l'uscita del campione d'incassi All I Wanna Do. Particolarmente apprezzato nelle esibizioni dal vivo, riscosse particolare successo anche nella versione originale tanto da attestarsi al numero 5 della Billboard Hot 100 Chart del 1994.

## Tracce
US cd single
1. "Strong Enough" - LP Version
2. "All I Wanna Do" - Live
3. "Reach Around Jerk" - Live
4. "Leaving Las Vegas" - Live

EU cd single
1. "Strong Enough" - LP Version
2. "All I Wanna Do" - Live in Nashville
3. "Reach Around Jerk" - Live at the Borderline
4. "Leaving Las Vegas" - Acoustic Live for Virgin Radio UK

UK cd single #1
1. "Strong Enough"
2. "No One Said It Would Be Easy"
3. "All I Wanna Do" - Live in Nashville

UK cd single #2
1. "Strong Enough"
2. "All By Myself"
3. "Strong Enough" - Live at the Borderline
4. "Reach Around Jerk"